# Obereopsis lineaticeps
Obereopsis lineaticeps är en skalbaggsart som först beskrevs av Maurice Pic 1911.  Obereopsis lineaticeps ingår i släktet Obereopsis och familjen långhorningar.
Artens utbredningsområde är Taiwan. Inga underarter finns listade i Catalogue of Life.